# Inhibitor preuzimanja serotonin-norepinefrina
Inhibitori preuzimanja serotonin-norepinefrina (SNRI) su klasa antidepresivnih lekova koji se koriste za lečenje teškog depresivnog poremećaja (MDD), anksioznih poremećaja, opsesivno-kompulzivnog poremećaja (OCD), socijalne fobije, poremećaja hiperaktivnosti sa deficitom pažnje (ADHD), hroničnog neuropatskog bola, sindroma fibromialgije (FMS) i simptoma menopauze. SNRI su inhibitori ponovnog preuzimanja monoamina; konkretno, oni inhibiraju ponovno preuzimanje serotonina i norepinefrina. Smatra se da ovi neurotransmiteri igraju važnu ulogu u regulaciji raspoloženja. SNRI se mogu porediti sa selektivnim inhibitorima ponovnog uzimanja serotonina (SSRI) i inhibitorima ponovnog uzimanja norepinefrina (NRI), koji deluju na pojedinačne neurotransmitere.
Ljuski transporter serotonina (SERT) i transporter noradrenalina (NAT) su membranski transportni proteini koji su odgovorni za ponovno preuzimanje serotonina i noradrenalina iz sinaptičkog rascepa nazad u presinaptički nervni terminal. Dvostruka inhibicija ponovnog preuzimanja serotonina i noradrenalina može ponuditi prednosti u odnosu na druge antidepresive tako što tretira širi spektar simptoma. Oni mogu biti posebno korisni kod istovremenih hroničnih ili neuropatskih bolova.
SNRI, zajedno sa SSRI i NRI, su antidepresivi druge generacije. Od svog uvođenja tokom kasnih 1980-ih, antidepresivi druge generacije su u velikoj meri zamenili antidepresive prve generacije, kao što su triciklični antidepresivi (TCA) i inhibitori monoamin oksidaze (MAOI), kao lekovi izbora za lečenje MDD zbog njihove poboljšane tolerabilnosti i bezbednosnog profila.

## Istraživanje
Sistematski pregled koji je razmatrao efikasnost antidepresiva za ublažavanje bolova je izveo zaključak da je samo 11 od 42 poređenja pokazalo dokaze o efikasnosti. Sedam od jedanaest poređenja pripada klasi SNRI lekova.